# イブラヒーム・マージド
イブラヒーム・マージド・アブドゥルマジード（アラビア語: ابراهيم ماجد عبدالمجيد、Ibrahim Majid AbdulmajidまたはIbrahim Majed Abdulmajed、1990年5月12日 -）は、カタールのプロサッカー選手。アル・アハリ・ドーハ所属のDF。元サッカーカタール代表。クウェート出身のパレスチナ系である。日本語では「イブラヒム・マジェド」あるいは「イブラヒム・アブドゥルマジェド」「イブラヒム・マジェド・アブドゥルマジェド」「イブラヒム・マジド」などと表記されることがある。
2005年にアル・サッドに加入し初出場は2006年。AFCチャンピオンズリーグ2011の優勝メンバーの1人であり、FIFAクラブワールドカップ2011に出場。
代表としてはAFCアジアカップ2007及び2011、ガルフカップ2013などに出場している。